# Inocybe aeruginascens
Inocybe verdâtre
Espèce
Synonymes
- Inocybe pseudohaemacta Bon & Courtecuisse, 1985[2],[3]

L'Inocybe verdâtre (Inocybe aeruginascens) est une espèce de champignons (Fungi) du genre Inocybe et de la famille des Inocybaceae. Ce petit Inocybe au chapeau brun noisette glabre et lisse est remarquable de par la base de son pied d’un bleu verdâtre pâle, une teinte qui s’accentue avec le vieillissement et le froissement. Il s'agit d'une espèce européenne rare propre aux sols sablonneux et principalement en association avec les peupliers. L'Inocybe verdâtre a des propriétés hallucinogènes marquées.

## Description

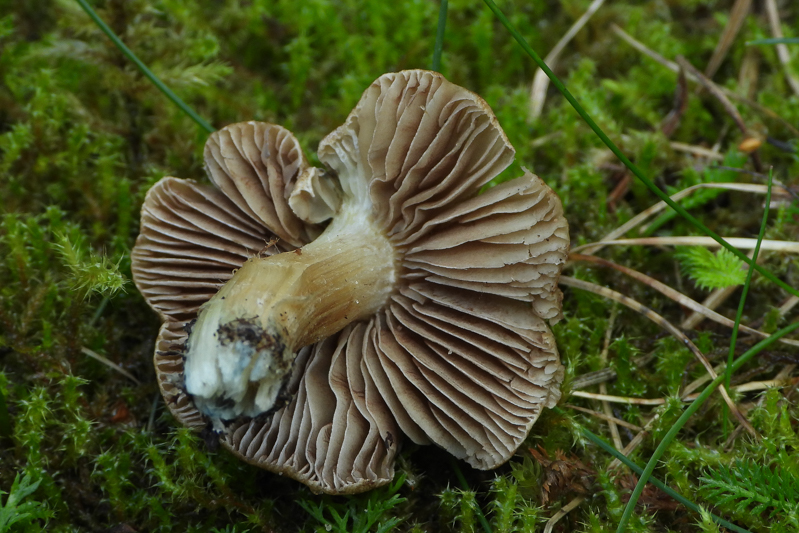
Inocybe verdâtre (Pays-Bas).

L'Inocybe verdâtre est un petit champignon au chapeau mesurant 2 à 3 cm de diamètre, rarement plus, d'abord conique et pointu, puis surmonté d'un mamelon foncé, est vivement coloré de jaune ocre tirant sur la rouille au brun jaunâtre tirant également sur la rouille. Cette teinte disparaît lors de la dessiccation. Sa cuticule est sèche et soyeuse, généralement lisse en son centre. Sa marge, radialement fibrillée, est parfois courbée. Les lamelles, sans odeurs, de 3 mm de profondeur sont d'abord pâles, puis virent au brun argileux, au brun olive voire au brun tabac. La sporée est brune. La chair est fine et blanchâtre. Le pied, qui mesure de 2,5 à 7 cm de haut pour de 2 à 6 mm de large, est de couleur crème se salissant avec l'âge et prend une teinte vert bleuté lorsqu'il est manipulé.
Les spores, ellipsoïdes à en forme d'amande, mesurent de 7 à 10 µm de long pour 4 à 5 µm de large. Elles sont colorées d'un jaune brunâtre clair. Les spores sont portées par quatre par des basides clavées mesurant de 20 à 23 µm de long pour 6 à 8 µm de large. Des cystides sont présentes sur les arêtes des lamelles (cheilocystides). Mesurant de 18 à 31 µm de long pour 8 à 14 µm de large, elles ont une paroi mince et présentent une forme vésiculeuse à claviculée.

## Confusions possibles
De par son pied bleuissant au toucher, Inocybe aeruginascens se distingue de ses congénères assez facilement. Cependant, il partage cette caractéristique avec  Inocybe haemacta et I. corydalina mais ces espèces sont pleinement forestières affectionnant Carpinus et Quercus alors qu'I. aeruginascens apprécie uniquement les habitats sablonneux. À l'analyse biochimique, I. corydalina a révélé une teneur en psilocybine très faible ; à l'inverse d'I. haemacta qui contenait des concentrations alcaloïdes similaires à celles d'I.aeruginascens.

## Habitat et répartition
Inocybe aeruginascens est récoltée pour la première fois en Hongrie autour de Budapest dans les années 1960 principalement dans des plantations de Populus ; puis en Allemagne, dans les années 1970 et 1980 et enfin lors de cette même décennie aux Pays-Bas et dans la vallée du Rhône suisse. Cette espèce a depuis été répertoriée en Estonie, en Russie, en Belgique (Flandre, Bruxelles et Wallonie), et en France (Lot et Pas-de-Calais).
Il s'agit d'une espèce ectomycorhizienne, à l'instar de ses consœurs du genre Inocybe, qui pousse en association avec Populus, Tilia, Quercus, Salix et Betula. Elle est visible en mai et juin voire jusqu'en octobre certaines années sur le sable humide des dunes côtières enforestées et légèrement remuées ainsi que dans certains parcs et jardins de ville,.

## Effets psychotropes
Le genre Inocybe, en particulier Inocybe patouillardi, est réputé pour la forte toxicité de la muscarine qui provoque de graves problèmes musculaires dits parasympathomimétiques, pouvant être létaux. Dans ce genre, seul Inocybe aeruginascens est connu pour ses expériences hallucinogènes avec effets somatiques bénins.
À la suite d'intoxications involontaires dans les années 1980 à Berlin, Inocybe aeruginascens attire l'attention des biochimistes. Plusieurs publications décrivent les sensations subjectives lors de la consommation de cet Inocybe telles qu'un allègement du corps, un sentiment d'euphorie, des hallucinations colorées et des illusions spatiales. L'effet dure approximativement cinq heures. Aucune conséquence durable n'est alors observée,.
Les corps fructifères contiennent de la psilocybine, de la baeocystine, du tryptophane et de l'aeruginascine,,. La teneur en alcaloïdes varie selon les spécimens et les niveaux de psilocybine sont comparables aux espèces psychotropes telles que Psilocybe mexicana. L'aeroginascine est un composé propre à cette espèce et peut servir de marqueur chimique pour sa détermination. I. aeruginascens ne contient pas de muscarine.